# Chasmocranus brevior
Chasmocranus brevior är en fiskart som beskrevs av Eigenmann 1912. Chasmocranus brevior ingår i släktet Chasmocranus och familjen Heptapteridae. Inga underarter finns listade i Catalogue of Life.